# Ampelosicyos scandens
Ampelosicyos scandens là một loài thực vật có hoa trong họ Cucurbitaceae. Loài này được Thouars mô tả khoa học đầu tiên năm 1808.